# Prospero De Nobili
Prospero De Nobili ou Prospero De Nobili Di Vezzano (11 juillet 1858, La Spezia - 28 décembre 1945, Monte-Carlo et enterré à Antibes), marquis de Vezzano Ligure, est un homme politique et entrepreneur franco-italien, membre de la famille De Nobili de Vezzano. Au tout début du XXe siècle, il est le chef de file d'un mouvement politique qui prend son nom, le denobilisme. La Villa Nobili, à Nice, est une de ses propriétés.

## Biographie
Prospero De Nobili est le fils du marquis Giuseppe Maria De Nobili (mort en 1862) et d'Angiola Samengo (morte en 1870). Il descend d'une famille aristocratique de Ligurie et son oncle, le marquis Giovanni Battista De Nobili (1824-1886), fut un député italien ainsi que le 1er maire de la ville de La Spezia de 1860 à 1862 avant d'être réélu à ce poste de 1869 à 1871. À la mort de son père, Prospero héritera en tant que fils aîné du titre de marquis et de seigneur de Vezzano Ligure (village dont sa famille est originaire). Le marquisat de Vezzano comprenait alors les communes de Vezzano Ligure et de Beverino ainsi que les hameaux de Carpena et de Vesigna (tous deux à Riccò del Golfo di Spezia), de Montedivalli (à Podenzana) et de Ponzano (à Santo Stefano di Magra).
La mort de sa mère alors qu'il a 12 ans laisse lui et ses deux frères cadets, Giuseppe et Marcello, orphelins et riches. Ils sont alors adoptés par leur oncle paternel, le député-maire et marquis Giovanni Battista De Nobili, qui les élève.
Prospero étudie d'abord à l'Université de Turin dès 1877 puis à l'Université de Gênes dès 1880 où il se diplôme en jurisprudence en 1881. Il exerce ensuite la profession d'avocat dans sa ville natale à La Spezia auprès du cabinet de l'avocat Giobatta Da Pozzo.
En 1884, une épidémie de choléra touche une grande partie de la péninsule italienne (de La Spezia jusqu'à la Sicile) et Prospero décide de se dédier à des actions de bienfaisance et d'aide aux malades en adhérant au Comité de Salut Public, composé de 80 membres et dirigé par Leopoldo Tagliagambe. Il gagne ainsi une certaine notoriété locale dans les villes de Palerme et de Naples où il porte assistance aux victimes. Une fois le pic de la pandémie estompé, le Comité de Salut Public se dissout pour être remplacé par la Società Charitas qui s'occupe toujours des malades mais principalement des orphelins causés par le choléra. Prospero De Nobili en devient le leader, aidé par sa tante par alliance Silvia Chiarla (épouse de son oncle le marquis Marcello De Nobili). La Società Charitas se dissout en 1885 pour manque de fonds monétaires mais son action auprès des orphelins a pour conséquence la fondation de nombreux hospices et orphelinats dans les années suivantes (l'Orphelinat Garibaldi sera, par exemple, fondé en 1896).
C'est pendant ces années qu'il commence à s'orienter vers la politique en adhérant d'abord au mazzinisme (la libération de l'Italie n'est possible que par la constitution d'un État républicain) puis au radicalisme (l'extrême-gauche) et particulièrement à son courant intérieur des démocrates constitutionnels.
En 1886, il devient conseiller communal de La Spezia et est élu peu de temps après dans le Conseil de vigilance. En 1889, il entre au conseil provincial de Gênes puis, en 1890 et en 1892, il se présente aux élections législatives mais il n'est pas élu. Il devient finalement député italien le 5 avril 1897 dans le cadre de la XXe législature du royaume d'Italie. Il sera réélu le 16 juin 1900 dans le cadre de la XXIe législature puis une troisième fois le 30 novembre 1904 pour la XXIIe législature. Il gardera par conséquent sa charge de député jusqu'au 8 février 1909.
En 1897, il fonde le journal La Giovane Democrazia puis également le quotidien Il Corriere della Spezia et devient le chef de file d'un mouvement social d'inspiration libérale qui prendra son nom, le denobilisme, qui comprenait parmi ses rangs des anciens membres de la haute bourgeoisie et de l’aristocratie à tendance socialiste. L'importance de ce courant prendra fin avec la fondation en 1909 de l'Union des Partis Populaires (à tendance radicale, républicaine et socialiste) par le marquis Gerolamo Doria.
Du 15 février 1901 au 17 juillet 1903, durant le Gouvernement Zanardelli et à l'apogée du denobilisme, il sera nommé Sous-Secrétaire d’État italien au Trésor. En 1903, il abandonne cette charge pour se dédier à la création de l'Université populaire et de la Chambre de commerce de La Spezia.
En 1905, il ouvre à Long Island, à New York, une société de fabrication de cigares toscans nommée De Nobili Cigar Company. Ses associés dans ce projet, débuté en octobre 1905, sont Luigi Merello, Costantino Mariotti, Giovanni Mariotti, Alfredo Arnavas, Adamo Pegazzano et Banca Ramstein Faggioni. En 1906, bien que Prospero reste le propriétaire de la société, son ami Oreste Poggiolini en devient directeur (déjà directeur responsable depuis 1900 de Il Corriere della Spezia, fondé par De Nobili en 1897).
En 1916, sa première femme Elisa Antonietta Hansen décède en lui laissant un fils, le marquis Rino De Nobili (1889-1947), futur diplomate et député italien, ambassadeur italien en Belgique. Prospero se remarie quatre ans plus tard, en 1920 à San Remo, à Dola Vertès, une Française d'origine hongroise et sœur du peintre Marcel Vertès (1895-1961). Ensemble, ils auront Lila De Nobili, célèbre artiste peintre.
Après s'être présenté de manière infructueuse auprès de l'administration communale, il émigre en France dans la ville de Nice, sur la Côte d'Azur, tout en continuant de toucher de l'argent via sa société de fabrication de cigare, très populaire jusque dans les années 1930. En 1920, il achète au prince grec Georges Maurocordato une villa niçoise, la villa Nobili (anciennement connue comme château de Cimiez) où il réside jusqu'au début de la Seconde Guerre mondiale. 
Sa femme étant juive, Prospero, Dola Vertès et leur fille Lila doivent fuir en Suisse, d'abord à Genève puis à Montagnola où son fils Rino De Nobili, ancien député ayant entretemps épousé une nièce du maire de Rome Ernesto Nathan, possède une villa. Rino étant proche du Parti d'action, parti de centre-gauche, de nombreuses personnalités exilées par le régime fasciste y séjournent également dont Ugo La Malfa et Ferruccio Parri. 
À la fin de la guerre, Prospero De Nobili retourne en France sur la Côte d'Azur mais ne peut s'établir dans sa villa Nobili à Nice, réquisitionnée à l'époque. Il décède le 28 décembre 1945 à l'Hôtel de Paris de Monte-Carlo. Il est inhumé dans la commune voisine d'Antibes.